# 萊克盧爾 (北卡羅萊納州)
萊克盧爾（英語：Lake Lure）是一個位於美國北卡羅萊納州拉瑟福縣的城鎮。

## 人口
根據2020年美國人口普查的數據，萊克盧爾的面積為37.22平方千米，當中陸地面積為34.10平方千米，而水域面積為3.12平方千米。當地共有人口1365人，而人口密度為每平方千米37人。